# Liste russischer Philosophen
Dies ist eine Liste russischer Philosophen:
- Dmitri Sergejewitsch Anitschkow (1733–1788)
- Maxim Alexejewitsch Antonowitsch (1835–1918)
- Walentin Ferdinandowitsch Asmus (1894–1975)
- Michail Michailowitsch Bachtin (1895–1975)
- Wladimir Alexandrowitsch Basarow (1874–1939)
- Pafnuti Sergejewitsch Baturin (um 1740–1803)
- Wissarion Grigorjewitsch Belinski (1811–1848)
- Nikolai Alexandrowitsch Berdjajew (1874–1948)
- Alexander Alexandrowitsch Bogdanow (1873–1928)
- Sergei Nikolajewitsch Bulgakow (1871–1944)
- Alexei Stepanowitsch Chomjakow (1804–1860)
- Pawel Alexandrowitsch Florenski (1882–1937)
- Nikolai Fjodorowitsch Fjodorow (1829–1903)
- Simon Ljudwigowitsch Frank (1877–1950)
- Alexander Iwanowitsch Galitsch (1783–1848)
- Alexander Iwanowitsch Herzen (1812–1870)
- Iwan Alexandrowitsch Iljin (1883–1954)
- Roman Jakobson (1896–1982)
- Anatoli Grigorjewitsch Jegorow (1920–1997)
- Bonifati Michailowitsch Kedrow (1903–1985)
- Iwan Wassiljewitsch Kirejewski (1806–1856)
- Pjotr Alexejewitsch Kropotkin (1842–1921)
- Pjotr Lawrowitsch Lawrow (1823–1900)
- Alexei Fjodorowitsch Lossew (1893–1988)
- Nikolai Onufrijewitsch Losski (1870–1965)
- Nikolai Konstantinowitsch Michailowski
- Georgi Walentinowitsch Plechanow (1856–1918)
- Grigori Solomonowitsch Pomeranz (1918–2013)
- Sergei Innokentjewitsch Powarnin (1870–1952)
- Nikolai Abramowitsch Putjatin (1749–1830)
- Alexander Nikolajewitsch Radischtschew (1749–1802)
- Wassili Rosanow (1856–1919)
- Leo Isaakowitsch Schestow (1866–1938)
- Gustaw Gustawowitsch Schpet
- Alexander Alexandrowitsch Sinowjew (1922–2006)
- Hryhori Sawwytsch Skoworoda
- Wladimir Sergejewitsch Solowjow (1853–1900)
- Fedor Stepun (1884–1965)
- Nikolai Nikolajewitsch Strachow
- Pjotr Berngardowitsch Struwe (1870–1944)
- Wassili Pawlowitsch Subow (1900–1963)
- Valentin Turchin (1931–2010)
- Pjotr Jakowlewitsch Tschaadajew (1794–1856)
- Boris Alexandrowitsch Tschagin (1899–1987)
- Alexander Iwanowitsch Wwedenski (1856–1925)